# Norio Omura
Norio Omura (n. 6 septembrie 1969) este un fost fotbalist japonez.

## Statistici
| Japonia | Japonia | Japonia |
| An      | Meciuri | Goluri  |
| ------- | ------- | ------- |
| 1995    | 4       | 0       |
| 1996    | 12      | 2       |
| 1997    | 10      | 2       |
| 1998    | 4       | 0       |
| Total   | 30      | 4       |